# رود براندآمور
رود براندآمور (انگلیسی: Rod Brind'Amour؛ زادهٔ ۹ اوت ۱۹۷۰) بازیکن هاکی روی یخ اهل کانادا است.
وی همچنین برندهٔ جوایزی همچون جام استنلی شده‌است.
از باشگاه‌هایی که در آن بازی کرده‌است می‌توان به فیلادلفیا فلایرز و کارولینا هوریکانز اشاره کرد.